# 60. Kurentovanje (2020)
Kurentovanje 2020 je bil jubilejni šestdeseti ptujski karneval, med 15. in 25. februarjem.
Letošnje kurentovanje je ujelo še zadnji brezskrben vlak pustnega rajanja, saj je bilo celotno dogajanje izvedeno povsem brez kakršnih koli omejitev, le nekaj tednov pred popolnim zaprtjem javnega življenja zaradi covida-19. Še pred tem, takoj po koncu Kurentovanja je v Sloveniji že zavladala panika zaradi pomanjkanja zaščitnih mask, saj se je v sosednji Italiji že pošteno kuhalo. Še četrto leto zapored ga je organiziral Zavod za turizem Ptuj, v 11 dneh se je zbralo skupaj preko 100.000 obiskovalcev, samo na osrednji povorki okrog 50.000 ljudi. Zmagala je skupina »Cirkus« iz Bukovcev.
Častni pokrovitelj letošnjega Kurentovanja je bil Dejan Židan, predsednik državnega zbora.

## Spored kurentovanja

### Uvod v pustni čas
| Od   | Dogodek                      | Dan                                                                                   | Obisk        |
| ---- | ---------------------------- | ------------------------------------------------------------------------------------- | ------------ |
| 2001 | 20. kurentov (korantov) skok | Polnočno obredje ob ognju na Zokijevi domačiji v Budini (Svečnica – 2. na 3. februar) | 500 kurentov |

### Glavni tradicionalni dogodki
| Od                                  | Dogodek                               | Dan                       | Obisk     |
| ----------------------------------- | ------------------------------------- | ------------------------- | --------- |
| Etnografski in karnevalski sprevodi |                                       |                           |           |
| 1998                                | 23. otvoritvena etnografska povorka   | predpustna sobota (15.2.) | 15.000    |
| 2017                                | 4. dan kurentovih (korantovih) skupin | pustna sreda (19.2.)      | N/A       |
| 2015                                | 6. nočni spektakel                    | pustni petek (21.2.)      | več tisoč |
| 1873                                | 8. mestni pustni korzo                | pustna sobota (22.2.)     | več tisoč |
| 2013                                | 8. mestni pustni korzo                | pustna sobota (22.2.)     | več tisoč |
| 1960                                | 60. mednarodna karnevalska povorka    | pustna nedelja (23.2.)    | 50.000    |
| 2011                                | 10. povorka otrok iz vrtcev           | pustni ponedeljek (24.2.) | N/A       |
| 1960                                | 60. pokop pusta                       | pustni torek (25.2.)      | več tisoč |

### Večerni prikazi ptujskih etnografskih likov
| V starem mestnem jedru vsak dan ob 18. uri (na pustni petek izjemoma ob 17.00) |                                                    |                       |
| 16.2.                                                                          | Pokači, Rusa, Kurenti in Koranti                   | predpustna nedelja    |
| 17.2.                                                                          | Orači, Baba deda nosi, Kurenti in Koranti          | predpustni ponedeljek |
| 18.2.                                                                          | Jürek in rabolj, Cigani, Kurenti in Koranti        | predpustni torek      |
| 20.2.                                                                          | Kopjaši, Vile, Piceki, Medvedi, Kurenti in Koranti | pustni četrtek        |
| 21.2.                                                                          | Ploharji, Cigani, Kurenti in Koranti               | pustni petek          |
| 24.2.                                                                          | Kurenti in Koranti                                 | pustni ponedeljek     |

### Spremljevalni program
| Od   | Dobrodelni kuharski dogodek | Dan                       | Obisk |
| ---- | --------------------------- | ------------------------- | ----- |
| 2006 | 15. Obarjada                | predpustna sobota (15.2.) | 5.000 |

| Od   | Slikarstvo     | Slikarstvo         | Dan                       |
| ---- | -------------- | ------------------ | ------------------------- |
| 2009 | 12. Ex tempore | Likovna kolonija   | predpustna sobota (15.2.) |
| 2009 | 12. Ex tempore | Otvoritev razstave | pustna sobota (22.2.)     |

## Glavni dogodki

### 20. Kurentov skok (2.2.–3.2)
Zvonko Križaj (Matevž Zoki II) je hotel obuditi običaj iz otroštva, ko so si njegov oče in sosedje ob Svečnici točno ob polnoči, prvič nadeli zvonce.
Je obredni ples kurentov ob ognju, ki se zgodi vedno na Svečnico, točno ob polnoči na prehodu iz 2. na 3. februar, ki si ga je 2. karnevalski princ Matevž Zoki II. leta 2001 izmislil, oziroma obudil star običaj iz svojega domačega okoliša. Zato vse od tedaj na njegovi domačiji v Budini, nedaleč stran od Ptujske rance in tik pod Ptujskim jezerom, zdaj že tradicionalno vsako leto ta čas poteka ta dogodek. Na njem se zbere tudi več sto kurentov in je uvod (čeprav neuraden) v celotno pustno dogajanje, saj je to povsem samostojen in ločen ljudski dogodek, ki ni povezan z uradnim karnevalom. Za ta dogodek je značilno, da si kurenti ne nadenejo kožuha in maske, le zvonce, ježevke in gamaše. Letos se je zbralo se je čez 500 kurentov.

### 23. Otvoritvena etnografska povorka (15.2.)
Medcelinsko srečanje etnografskih pustnih likov poteka že od leta 1998, zmeraj na predpustno soboto dopoldan ob 11. uri, kot otvoritvena povorka v 11 dnevno karnevalsko pustno dogajanje. Na njem nastopajo samo tradicionalni etnografski pustni liki iz več evropskih držav. Poleg naših domačih likov kot so kurenti (koranti), baba nosi deda, pokači, ploharji, ruse, piceki, nagajivi medved, orači, vile in pustni plesači, nastopajo še tradicionalne pustne šeme iz tujine kot so Avstrija, Italija, Severna Makedonija, Bolgarija, Hrvaška itd. 
Na letošnji povorki se je v lepem sončnem vremenu, zbralo več kot 2.200 mask iz 10 držav, od tega približno 800 kurentov, zbralo pa se je 15.000 ljudi, tretjino več kot lani. Poleg tradicionalnih pustnih etnografskih likov, sta letos prvič nastopili entograski skupini iz Benetk in Bolivije

### 15. Obarjada (15.2.)
Od 2006 se na predpustno soboto, na pobudo Slavka Visenjaka iz Perutnine Ptuj, istočasno z otvoritveno etnografsko povorko na Novem trgu (prej na dvorišču Ptujske kleti, Minoritskega samostana in Mestne tržnice) odvija dobrodelna piščančja "Obarjada", kjer vsako leto kuhajo obaro, ki jo vsako leto organizira Lions klub. Izkupiček od prodaje več tisoč prodanih obar gre v dobrodelne namene, prvotno namenjen slepim in slabovidnim.
Letos se je zbralo več kot 5.000 ljudi, med katere so razdelili preko 4000 brezplačnih obrokov obare, pomerilo pa se je nekaj nad 20 ekip.

### 4. Dan kurentovih skupin (19.2.)
Dan kurentovih (korantovih) skupin je relativna novost. Poteka od 2017, na pustno sredo in ga organizira Zveza društev kurentov. Gre izključno za večerni nastop kurentov, ko se v starem mestnem jedru zbere na stotine kurentov. Zbralo se je čez 600 kurentov in na tisoče obiskovalcev.

### 6. Nočni spektakel (21.2.)
Nočni spektakel poteka od leta 2015, letos po novem na pustno soboto, kjer nastopajo le demonske maske kot so krampusi, hudiči, parklji, zombiji...

### 8. Mestni pustni korzo (22.2.)
Mestni pustni korzo redno poteka šele od leta 2013 na pustno soboto, saj so ga po dolgem času obudili na 140. obletnico prvega zabeleženega ptujskega mestnega korza iz leta 1873. Na njem nastopajo zgolj gosposki meščani in dame, precej podobno Beneškim maskam.

### 60. Mednarodna karnevalska povorka (23.2.)
Osrednja mednarodna karnevalska povorka je vrhunec vsakoletnega kurentovanja, ki poteka na pustno nedeljo popoldan. Na njej pa nastopa po več tisoč etnografskih in ostalih pustnih mask, tako domačih kot številnih šem iz ostalih evropskih držav, najboljše maske pa so tudi nagrajene. Na njej se zbere v povprečju 50.000 obiskovalcev iz vseh koncev Slovenije, pa tudi iz tujine. To je ena največjih in najpomembnejših povork v Evropi in svetu. V letu 2011 pa se je na glavni mednarodni nedeljski povorki zbralo kar 65.000 ljudi, absolutni rekord, ki še do danes ni bil presežen.
V nedeljo, 23. februarja, ob 13. uri, je osrednjo mednarodno karnevalsko povorko obiskalo okrog 50.000 ljudi z več kot 3.000 udeleženci v maskah, od tega kar 1.000 kurentov in korantov, predstavilo pa se je okoli 50 skupin, od tega 17 tujih iz skupno različnih 11 držav.

### 10. Povorka otrok iz vrtcev (24.2.)
24. februarja, na pustni ponedeljek, je bila 10. izvedba vseslovenske povorke vrtcev. Na vabilo se je odzvalo 22 vrtcev iz vseh koncev Slovenije, na kateri se je sprehodilo kar 1.300 malih maškar, ki so nastopili v različnih kostumih od raznolikih rožic do množice živalskih likov, snežakov, prometnih znakov. Vesele in nagajive maškare vrtcev iz celotne Slovenije so znova dokazale, da z njihovim prihodom v mestu zaveje povsem nov svež veter.

### 60. Pokop pusta (25.2.)
Pokop pusta poteka na pustni torek, kot pred mestno hišo s sežigom tudi uradno pokopljejo pusta. Sredi poldneva se na Ptuju zapre večino uradov in trgovin, številni Ptujčani pa se našemljeni podajo na ulice nabito polnega starega mestnega jedra, kjer cel dan ob dobri glasbi rajajo do jutra.

## Karnevalska dvorana
Med 7.–24. februarjem 2020 je v karnevalski dvorani Qcenter (ločeno od etnografskih in karnevalskih sprevodov) potekal komercialni del z različnimi domačimi in tujimi glasbenimi izvajalci (a ne več vsakodnevno), otroškimi povorkami in tradicionalno študentsko zabavo Kurentanc.

### Qcenter Ptuj
| Datum | Vsi nastopajoči                                                        | Dan               |
| ----- | ---------------------------------------------------------------------- | ----------------- |
| 7.2.  | ↓ OD 20. DO 5. URE ZJUTRAJ ↓                                           | petek             |
| 7.2.  | Mile Kitić, Rasta, Challe Salle in DJ Shone                            | petek             |
| 8.2.  | ↓ OD 20. DO 5. URE ZJUTRAJ ↓                                           | sobota            |
| 8.2.  | Severina, Učiteljice in Domen Kumer                                    | sobota            |
| 14.2. | ↓ OD 20. DO 5. URE ZJUTRAJ ↓                                           | predpustni petek  |
| 14.2. | Jan Plestenjak, Nina Pušlar, Mambo Kings in Isaac Palma                | predpustni petek  |
| 15.2. | ↓ OD 20. DO 5. URE ZJUTRAJ ↓                                           | predpustna sobota |
| 15.2. | Luka Basi, Jasmin Stavros, Lidija Bačić in Nina Donelli                | predpustna sobota |
| 18.2. | ↓ OD 17. DO 20. URE ↓                                                  | predpustni torek  |
| 18.2. | OTROŠKO PUSTNO RAJANJE (Rbič Pepe, Čuki in Dunking Devils)             | predpustni torek  |
| 21.2. | ↓ OD 20. DO 5. URE ZJUTRAJ ↓                                           | pustni petek      |
| 21.2. | Grupa Vigor, Mišo Kovač, Ivana Kovač, Ines Erbus in DJ Ney             | pustni petek      |
| 22.2. | ↓ OD 17. DO 20. URE ↓                                                  | predpustni torek  |
| 22.2. | VELIKI KARNEVALSKI BAL (Jole, Dejan Vunjak, Manca Špik in Polkaholiki) | predpustni torek  |
| 24.2. | ↓ OD 16. DO 19. URE ↓                                                  | pustni ponedeljek |
| 24.2. | Ribič Pepe in BQL                                                      | pustni ponedeljek |

### Dvorana Campus Sava Ptuj
| Datum | Vsi nastopajoči                          | Dan           |
| ----- | ---------------------------------------- | ------------- |
| 22.2. | ↓ OD 20. DO 4. URE ZJUTRAJ ↓             | pustna sobota |
| 22.2. | KURENTANC (DJ NYX, Parni valjak in Tabu) | pustna sobota |

## Pokrovitelji
Pod pokroviteljstvom U.N.E.S.C.O. svetovne nesnovne kulturne dediščine.

### Glavni deležniki in organizatorji
- Mestna občina Ptuj
- Zavod za turizem Ptuj
- FECC
- Svet princev karnevala
- Zveza društev kurentov
- Javne službe Ptuj
- P+uj 2025 (Postajamo EPK)
- I Feel Slovenia

### Partnerji
| - Eni Adriaplin - Zavarovalnica Triglav - Pošta Slovenije - Dravske elektrarne Maribor (DEM) - NLB Skupina - Geoplin - Telemach - Terme Ptuj - Mercator - Minister za kulturo (RS) - PSS Ptuj d.o.o. - europlakat - Perutnina Ptuj - Talum - Makro 5 gradnje d.o.o. - Cestno podjetje Ptuj | - arriva - McDonald's - Energija Plus - Toyota AH Furman Ptuj - Slovenske železnice - Telekom Slovenije - Hotel & Casino Poetovio - DARS - Košaki - Drava d.o.o. (vodno gospodarsko podjetje) - Addiko Bank - Nano elektronika - Ptujske pekarne - Petrol - ADCO & DIXIE |  |

## Nagrade
Za najboljšo karnevalsko masko mednarodne povorke se ocenjuje izvirnost, izdelava mask, nastop in številčnost.

### Karnevalske skupine
|            | Nastopajoči                       | Nagrada     |
| ---------- | --------------------------------- | ----------- |
| 1. nagrada | »Cirkus« (Bukovci)                | 1,500 evrov |
| 2. nagrada | »Disko party KUD Maska« (Stojnci) | 1,200 evrov |
| 3. nagrada | »Noji« (Mala vas)                 | 1,100 evrov |

## Etnografski liki
Avtohtoni etnografski liki iz Ptujskega polja, Dravskega polja ter z območja Haloz:
| - "Kurent" ali "Korant" (glavni etnografski lik) - "Pustni plesači" (Pobrežje, Videm) - "Pokači" (za srečo in blagostanje) - "Ploharji" (za čaranje plodnosti) - "Orači" (zarišejo magični krog) - "Hudič" (bojte, bojte, prihaja) - "Kopjaš" (ženitni lik) - "Cigani" (Dornava) | - "Moža išče kopanja" (slamnata nevesta) - "Kurike in piceki" (za dobro letino) - "Nagajivi medved" (Ptujsko polje) - "Baba deda nosi" (duhovi rajnih) - "Jürek in rabolj" (Haloze) - "Vile" (Zabovci) - "Ruse" (Ptujsko polje) |  |

## 17. Princ karnevala
Jakob Baron Zekel Videmski, 17. princ karnevala, že drugo leto zapored, saj je imel dveletni mandat, je ob uradni otvoritvi pusta (15.2.) od županje prejel ključe mestne hiše in za 11 dni prevzel mestno oblast. In jo ob pokopu pusta (25.2.) spet predal nazaj županji.

## Trasa

### Otvoritvena etnografska povorka (15.2.)
- Zadružni trg (start) – Pešmost – Dravska – Minoritski trg – Krempljeva – Mestni trg – Lackova – Vinarski trg – Trstenjakova – Slomškova –
 Mestna tržnica (zaključek)

### Mestni pustni korzo (22.2.)
- Vrazov trg (start) – Jadranska – Murkova – Mestni trg – Miklošičeva – Slomškova – Slovenski trg (zaključek)

### Mednarodna karnevalska povorka (23.2.)
- Potrčeva – Trstenjakova – Vinarski trg – Lackova – Mestni trg – Krempljeva – Minoritski trg – Dravska – Miheličeva galerija

### Povorka otrok iz vrtcev (24.2.)
- Zadružni trg (start) – Pešmost – Dravska – Minoritski trg – Krempljeva – Mestni trg – Murkova – Prešernova – Muzejski trg (zaključek)

## Bližnji etnografski fašenki

### V okolici Ptuja
| #   | Povorka         | Dan               | Od   |
| --- | --------------- | ----------------- | ---- |
| 29. | Markovci        | pustna sobota     | 1992 |
| 28. | Cirkovci        | pustni torek      | 1993 |
| 27. | Cirkulane       | pustna sobota     | 1994 |
| 25. | Videm pri Ptuju | pustni ponedeljek | 1996 |
| 21. | Majšperk        | pustna sobota     | 2000 |